# Braze-on

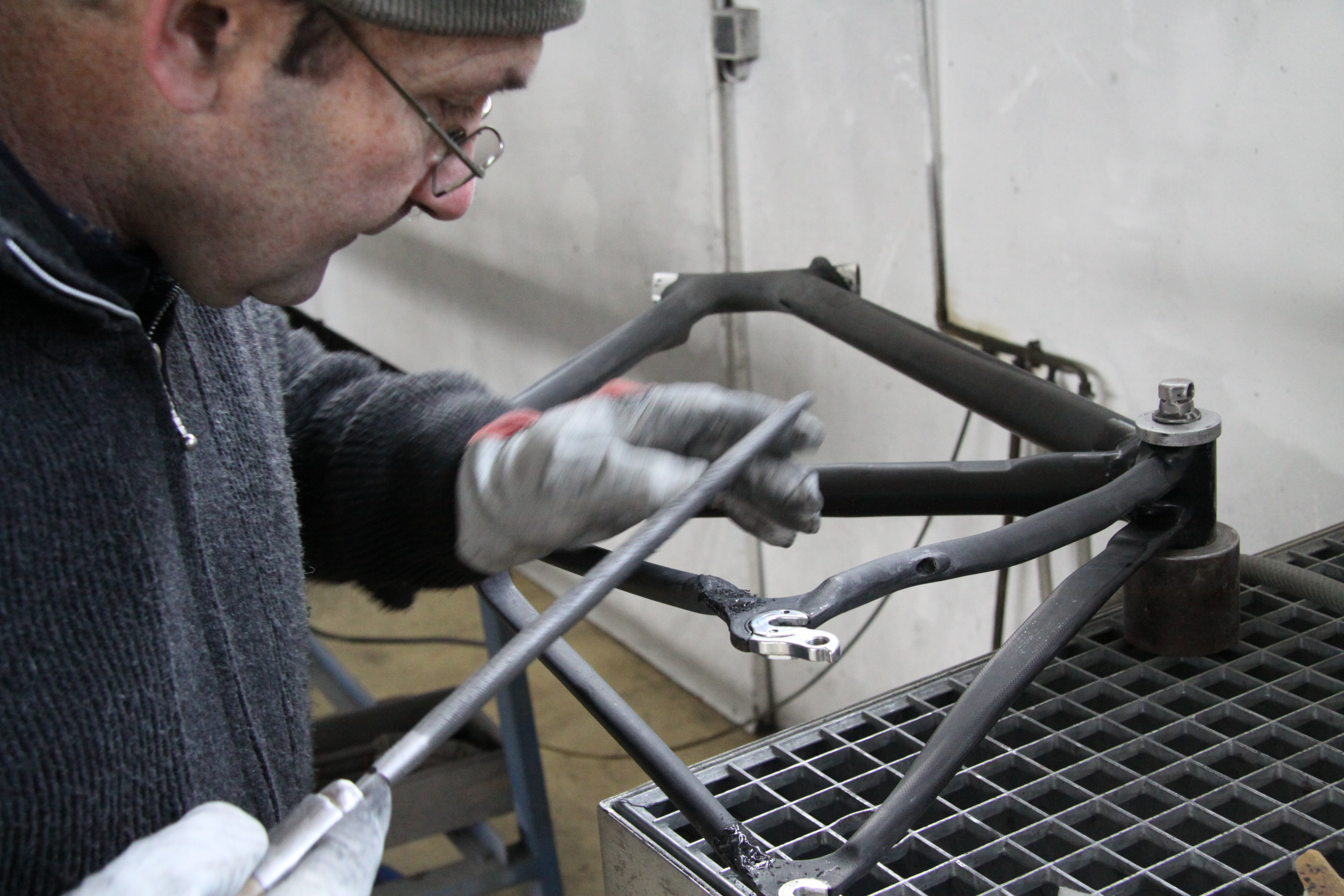
Framebouwer die onder andere een kabeloog op de liggende achtervork heeft bevestigd voor de bekabeling naar de achterderailleur.

In de jaren zestig werden bidonhouders, fietspompen, en rem- en derailleurkabels met allerlei klemmetjes vastgezet. Dit leidde tot lakbeschadiging en roestvorming. Onder de Engelstalige term braze-on worden diverse kleine onderdelen verstaan die blijvend aan het frame van een fiets zijn bevestigd tijdens de bouw. De gebruikelijke methode voor het vastzetten van deze onderdelen aan de framebuizen, is door middel van hardsolderen maar onder andere laswerk, popnagelen en verlijming wordt ook wel toegepast. 
De braze-ons kunnen dienen voor de montage van onder meer remmen, bekabelingen en leidingen, buiscommandeurs, bidonhouders, een voorderailleur en fietspomp.

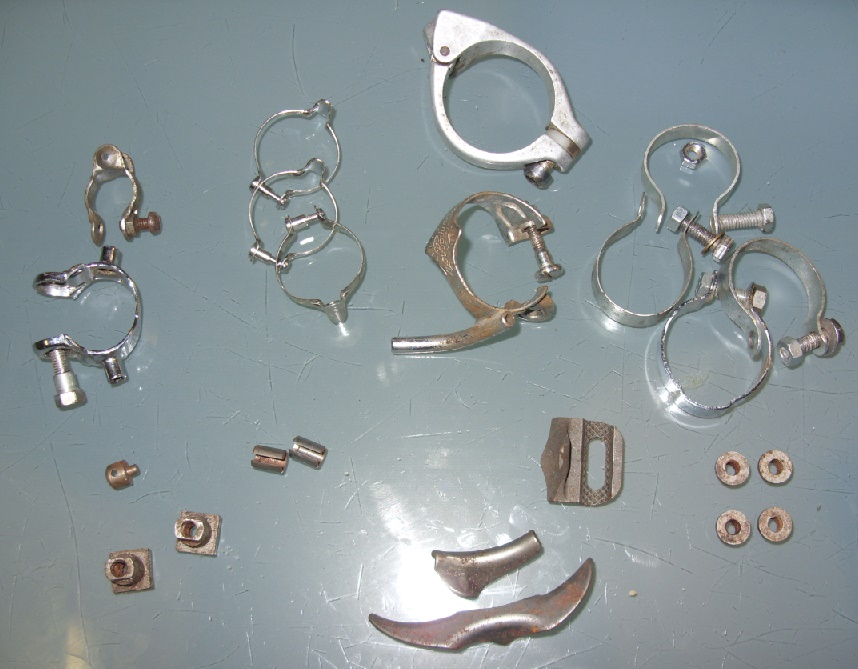
De klembanden (boven, 125 g.) worden vervangen door Braze-ons (onder, 45 g.)